# Limonia bilobulifera
Limonia bilobulifera är en tvåvingeart som beskrevs av Alexander 1931. Limonia bilobulifera ingår i släktet Limonia och familjen småharkrankar. Inga underarter finns listade i Catalogue of Life.